# بیبر (افنباخ)
بیبر (به آلمانی: بیبر) یک منطقهٔ مسکونی در آلمان است که در افنباخ آم ماین واقع شده‌است.